# كوينتانيلا دي أونسونيا
كوينتانيلا دي أونسونيا هي بلدية تقع في منطقة الحكم الذاتي الواقعة في قشتالة وليون الإسبانية.
تقع القرية على ضفاف نهر كاريون، وتقع بلدية كوينتانيلا على ارتفاع 888 مترا، وتبعد 58 كيلومترا عن مدينة بالنثيا، وفي عام 2011 كان عدد سكانها 55 نسمة (208 في البلدية بأكملها) على مساحة 52 كم².

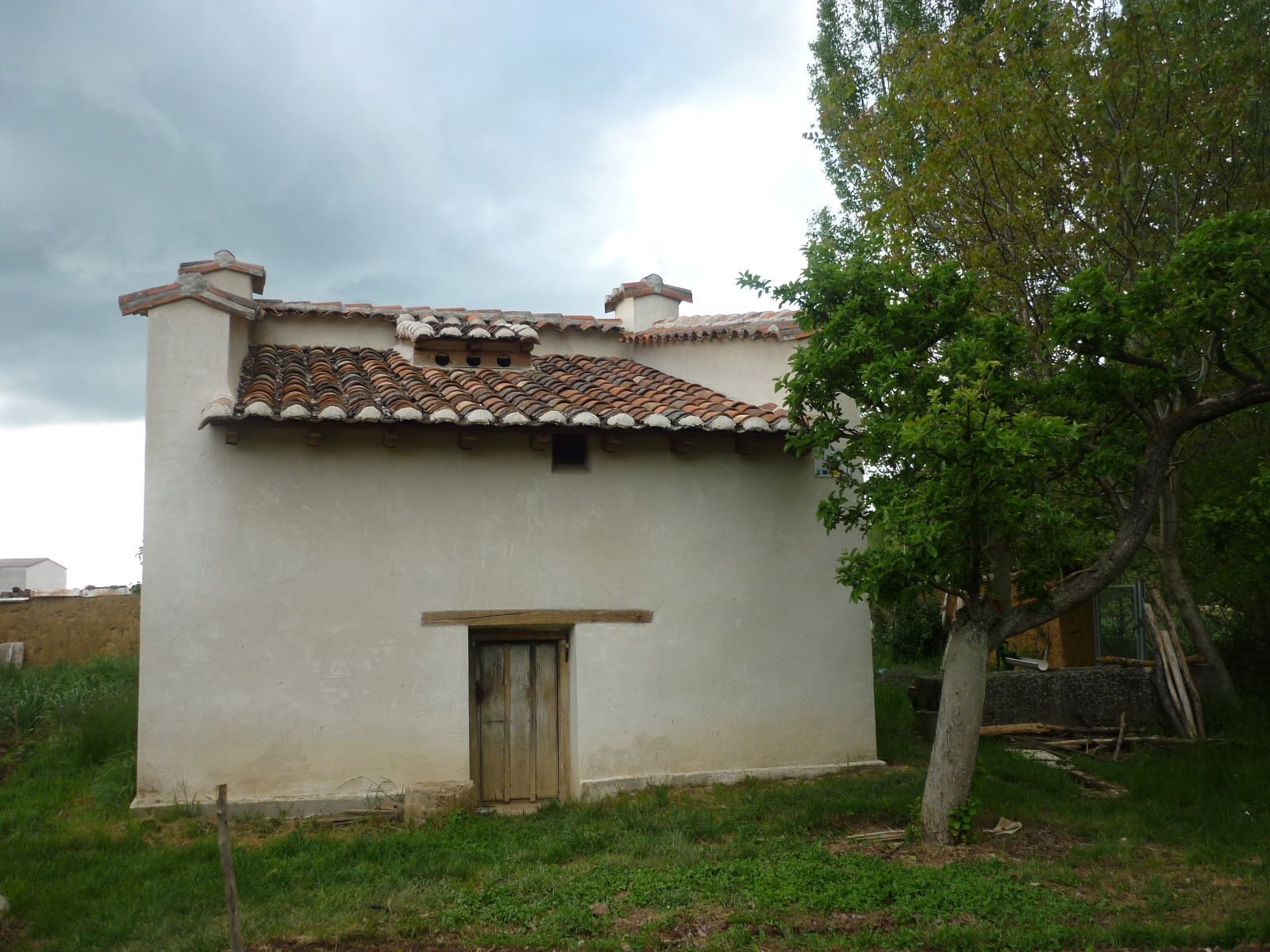

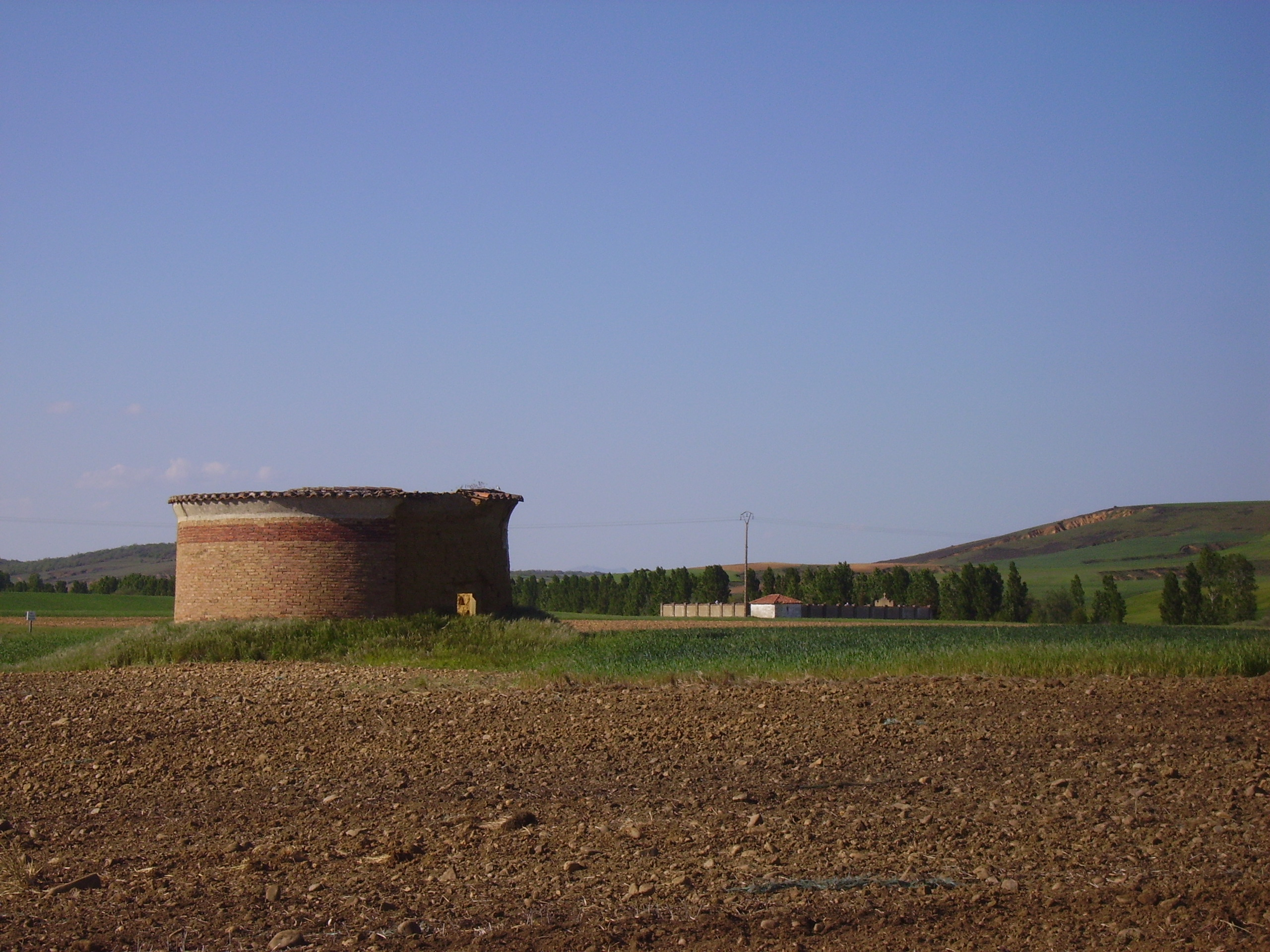

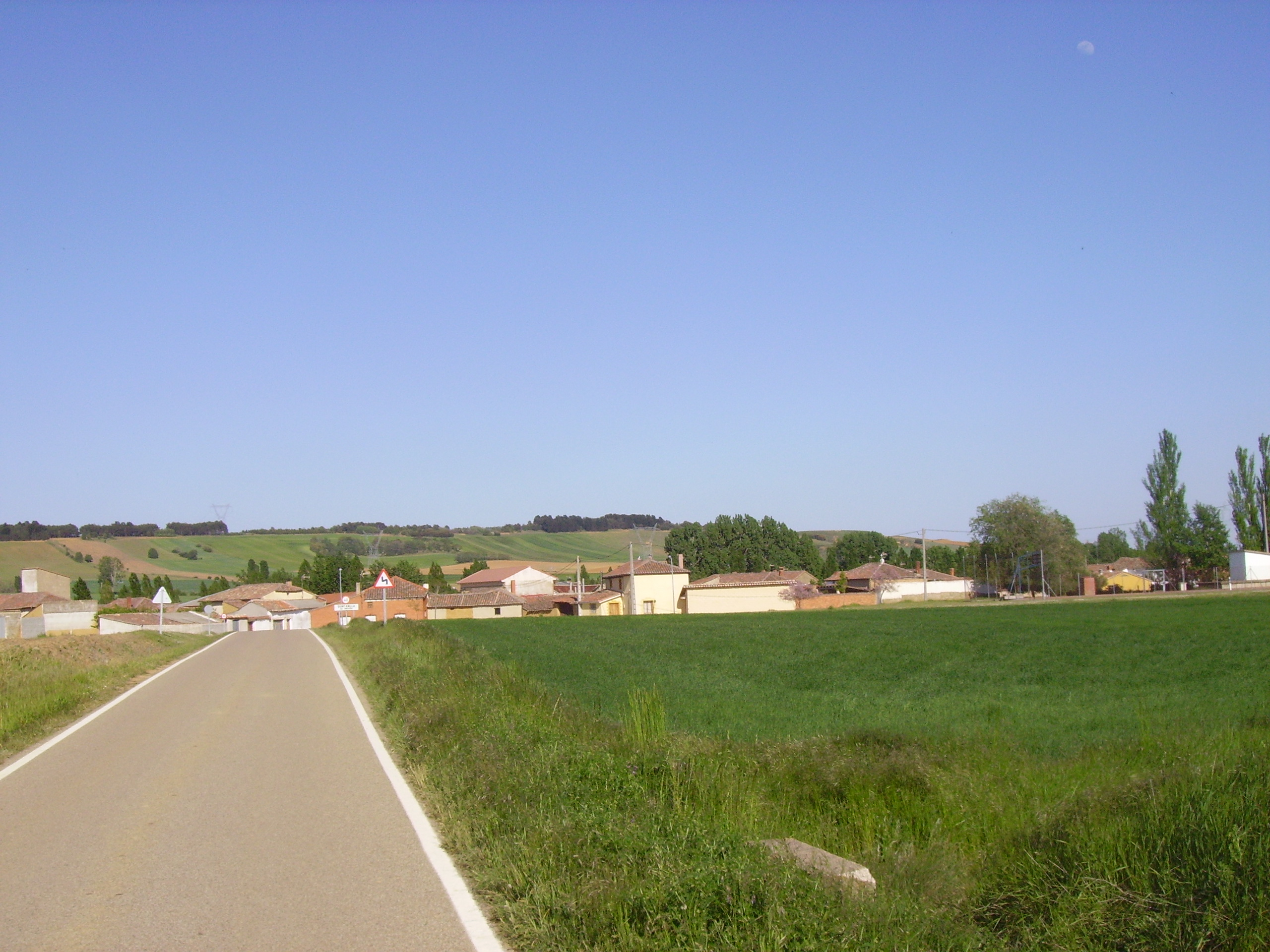

## اقتصاد
الزراعة والسياحة والصناعة.

## روابط خارجية
- المعلومات والصور